# Quambalariaceae
Quambalariaceae är en familj av svampar. Quambalariaceae ingår i ordningen Microstromatales, klassen Exobasidiomycetes, divisionen basidiesvampar och riket svampar.
| Quambalariaceae | \| \| Quambalaria \| \| \| \| |
|                 | \| \| Quambalaria \| \| \| \| |
|                 | Microstromataceae             |
|                 |                               |
|                 | Volvocisporiaceae             |
|                 |                               |
|                 | Quambalaria                   |
|                 |                               |

|  | Quambalaria |
|  |             |